# Renato Rinaldi
Renato Rinaldi (Napoli, 14 marzo 1910 – ...) è stato un politico italiano.

## Biografia
Nipote del senatore Alfredo Baccelli, fu deputato della Camera del Regno d'Italia per la XXX legislatura e sottosegretario al Ministero della cultura popolare del Governo Mussolini dal 15 febbraio al 25 luglio 1943.